# Títulos do Grêmio Foot-Ball Porto Alegrense
A lista abaixo contém os principais títulos do Grêmio Foot-Ball Porto Alegrense em toda a sua história, totalizando 205 taças no futebol profissional, sendo 173 taças nacionais e 32 taças internacionais. Constam, ainda, a relação dos principais títulos conquistados pelo futebol das categorias de base do clube, em diversas categorias, além de conquistas obtidas pelo clube em torneios disputados em outras modalidades esportivas.
No futebol profissional, em competições municipais, merece registro o fato do Grêmio ser o clube de Porto Alegre que mais vezes conquistou o título do Campeonato Citadino de Porto Alegre, totalizando 29 taças desta competição entre os anos de 1911 a 1965.
A nível estadual, o Grêmio sagrou-se campeão do Campeonato Gaúcho em 43 oportunidades, sendo o primeiro clube de Porto Alegre a conquistar o título desta competição, em 1921. Em 25 de julho de 1968, o Grêmio conquistava o heptacampeonato estadual, celebrando 12 títulos em 13 anos de disputa (entre os anos de 1956 a 1968), feito jamais igualado na história. Já em 2019, 2021, 2022, 2023 e 2025 o Grêmio conquistou a Recopa Gaúcha. Também venceu as Taças Fernando Carvalho e Piratini, em 2011 e 2010, respectivamente. Além da Copa FGF em 2006.  
O imortal tricolor também se destaca nas competições interestaduais, com dois títulos relevantes na história. Em 1962 o Grêmio conquistou, de forma invicta, o Campeonato Sul-Brasileiro de Futebol. A competição reunia os campeões e vices dos campeonatos gaúcho, catarinense e paranaense de 1961. A disputa foi em turno e returno, e, ao final, o Grêmio levou o título invicto. Em 1999 foi disputada a Copa Sul, que foi um torneio criado pela Confederação Brasileira de Futebol (CBF) em 1999, o qual dava uma vaga para a disputa da Copa Conmebol de 1999 ao campeão. Foi um torneio disputado apenas por clubes dos três estados da região sul do Brasil, tendo 4 representantes de cada estado. Essa única edição da Copa Sul foi vencida pelo Grêmio, que na final venceu o Paraná num play-off de 3 jogos.
Em competições nacionais o tricolor gaúcho igualmente mostra sua força e tradição. Entre os anos de 1959 a 1968, o Grêmio foi o clube gaúcho que mais vezes disputou a Taça Brasil de Futebol, antigo formato do Campeonato Brasileiro de Futebol, sendo semifinalista nos anos de 1959, 1963 e 1967. Em termos de títulos, o Grêmio conquistou duas vezes o Campeonato Brasileiro (1981 e 1996) e foi vice campeão em outras quatro oportunidades (1982, 2008, 2013 e 2023). O clube conquistou, ainda, a primeira edição da Copa do Brasil de Futebol, em 1989, competição esta na qual é pentacampeão (1989, 1994, 1997, 2001 e 2016), sendo o segundo maior campeão do torneio, atrás apenas do Cruzeiro. Além disso, o Grêmio foi campeão da Supercopa do Brasil de Futebol em 1990 e do Campeonato Brasileiro de Futebol - Série B em 2005, sendo o clube do sul do Brasil com mais títulos nacionais na história.
A nível internacional, o Grêmio foi, igualmente, o clube gaúcho pioneiro em conquistas. O primeiro título da Copa Libertadores da América foi em 1983, após vencer a final contra o forte time do Peñarol, que havia conquistado a Copa Europeia/Sul-Americana de 1982 (competição esta que teve o seu status de mundial reconhecido pela FIFA em 2017). Em 11 de dezembro de 1983, o imortal dos pampas se tornou o primeiro clube gaúcho a conquistar um título mundial, ao vencer a final da denominada Copa Europeia/Sul-Americana de 1983 contra a forte equipe do Hamburgo da Alemanha, que tinha em seu elenco vários jogadores que serviram a seleção alemã da época.
No dia 13 de dezembro de 1983, dois dias após a conquista do título mundial de clubes em Tóquio, o Grêmio disputou e sagrou-se campeão da Copa Los Angeles nos Estados Unidos. O título foi conquistado após empate por 2×2 com o América do México (campeão da Taça das Nações) no tempo normal e vitória por 4×3 na disputa por pênaltis. O torneio foi uma competição oficial de nível Pan-Americano organizada pela California Soccer Association.
Outro título internacional foi conquistado em março de 1995, quando o Grêmio foi campeão da Copa Sanwa Bank. A competição intercontinental, de caráter oficial, foi promovida pela Japan Foot-Ball Association (J-League) e pela Confederação Brasileira de Futebol (CBF). O título foi obtido após vitória por 2 x 1 contra o Verdy Kawasaki do Japão.
Ainda na década de 1990 o Grêmio mostrou, mais uma vez, toda sua força e tradição ao conquistar o bicampeonato da Copa Libertadores em 1995, após derrotar o Atlético Nacional da Colômbia, na partida final realizada em Medellín.
No final do ano de 1995 o tricolor gaúcho disputou novamente a final do mundial de clubes, ficando com o vice-campeonato do torneio após empatar sem gols com o Ajax dos Países Baixos (Holanda) e perder a decisão nos pênaltis.
Após o triunfo do bicampeonato da Copa Libertadores, o Grêmio decidiu em 1996 a final da Recopa Sul-Americana contra o Independiente da Argentina, que havia sido campeão da Supercopa Libertadores de 1995. Deste modo, o Grêmio ganhou o título da Recopa Sul-Americana de 1996 ao golear o time argentino por 4×1, na final disputada em jogo único, em um campo neutro, no Japão. 
No ano de 2017 o Grêmio sagrou-se tricampeão da Copa Libertadores, ao vencer a equipe do Lanús da Argentina, na final disputada em solo argentino. Com essa terceira conquista continental, o imortal tricolor se tornou o clube brasileiro que mais vezes conquistou a principal competição das Américas, juntamente com São Paulo e Santos. Da mesma forma, o Grêmio é o único clube brasileiro a conquistar a Copa Libertadores em três décadas diferentes, além de ter disputado outras duas finais desta competição (1984 e 2007). Além disso, o Grêmio é uns dos clubes brasileiros com mais vitórias na história da Copa Libertadores, com 101 vitórias, e que mais participou da competição, totalizando 20 participações em 2020.
Após o tricampeonato da Copa Libertadores, o Grêmio ganhou o direito de disputar novamente a final da Recopa Sul-Americana. A final desta competição em 2018 foi decidida, mais uma vez, contra o Independiente da Argentina. Após dois empates, com placar de 1×1 na Argentina e 0×0 em Porto Alegre, o Grêmio conquistou o bicampeonato da Recopa Sul-Americana ao vencer a decisão nos pênaltis.

## Futebol profissional[2]

### Futebol masculino

#### Títulos oficiais
| HONRARIAS      | HONRARIAS                                    | HONRARIAS | HONRARIAS |
|                | Competição                                   | Títulos   | Temporadas |
| -------------- | -------------------------------------------- | --------- | --- |
|                | Tríplice Coroa                               | 1         | 1996 |
|                | Melhor Clube da América na Década            | 1         | Condecoração outorgada em 2020 pela IFFHS, abrange o período de 1º de janeiro de 2011 a 31 de dezembro de 2020. |
|                | Melhor Clube da América e 2º Melhor do Mundo | 1         | Condecoração outorgada em 2017 pela IFFHS, abrange o período de 1º de janeiro de 2017 a 31 de dezembro de 2017. |
| MUNDIAIS       |                                              |           | |
|                | Competição                                   | Títulos   | Temporadas |
|                | Copa Intercontinental                        | 1         | 1983 |
| CONTINENTAIS   |                                              |           | |
|                | Competição                                   | Títulos   | Temporadas |
|                | Copa Libertadores da América                 | 3         | 1983, 1995 e 2017 |
|                | Recopa Sul-Americana                         | 2         | 1996 e 2018 |
| NACIONAIS      |                                              |           | |
|                | Competição                                   | Títulos   | Temporadas |
|                | Campeonato Brasileiro                        | 2         | 1981 e 1996 |
|                | Copa do Brasil                               | 5         | 1989, 1994, 1997, 2001 e 2016 |
|                | Supercopa do Brasil                          | 1         | 1990 |
|                | Campeonato Brasileiro - Série B              | 1         | 2005 |
| INTERESTADUAIS |                                              |           | |
|                | Competição                                   | Títulos   | Temporadas |
|                | Copa Sul                                     | 1         | 1999 |
|                | Campeonato Sul-Brasileiro                    | 1         | 1962 |
| ESTADUAIS      |                                              |           | |
|                | Competição                                   | Títulos   | Temporadas |
|                | Campeonato Gaúcho                            | 43        | 1921, 1922, 1926, 1931, 1932, 1946, 1949, 1956, 1957, 1958, 1959, 1960, 1962, 1963, 1964, 1965, 1966, 1967, 1968, 1977, 1979, 1980, 1985, 1986, 1987, 1988, 1989, 1990, 1993, 1995, 1996, 1999, 2001, 2006, 2007, 2010, 2018 , 2019, 2020, 2021, 2022, 2023 e 2024 |
|                | Copa FGF                                     | 1         | 2006 |
|                | Recopa Gaúcha                                | 5         | 2019, 2021, 2022, 2023 e 2025 |
| MUNICIPAIS     |                                              |           | |
|                | Competição                                   | Títulos   | Temporadas |
|                | Campeonato Citadino de Porto Alegre          | 29        | 1911, 1912, 1913, 1914, 1915, 1919, 1920, 1921, 1922, 1923, 1925, 1926, 1930, 1931, 1932, 1933, 1935, 1937, 1938, 1939, 1946, 1949, 1956, 1957, 1958, 1959, 1960, 1964 e 1965                                                                                      |
| TOTAL          |                                              |           | |
| Escudo         | Conquistas                                   | Títulos   | Categorias |
|                | Títulos oficiais                             | 95        | 1 Mundial, 5 Continentais, 9 Nacionais, 49 Estaduais, 2 Interestaduais e 29 Municipais |

 Campeão invicto

#### Títulos extraoficiais
Torneios internacionais 
- Copa El President de la Republica de Costa Rica: 1949

- Taça do Cinquentenário do Nacional (Troféu Sadrep): 1949

- Copa José Gonzalez Artigas: 1954

- Troféu Internacional de Atenas: 1961

- Troféu Internacional de Salônica: 1962

- Torneio Río de La Plata (Copa Fraternidade): 1968

- Copa Internacional de Porto Alegre (Taça Prefeito Municipal): 1971

- Torneio do Atlântico (Torneio Sul-Americano de Clubes Tricolores): 1971

- Torneio Cidade de Salvador: 1972

- Torneio Ciudad de Rosário: 1979

- Copa El Salvador del Mundo: 1981

- Troféu Ciudad de Valladolid: 1981

- Troféu Torre del Vigia: 1981

- Copa Los Angeles: 1983

- Troféu "CEL": 1983

- Copa Rotterdam (Feyenoord Tournament): 1985

- Troféu Palma de Mallorca: 1985

- Copa Philips: 1986

- Copa Philips (Torneio de Berna): 1987

- Copa Sanwa Bank: 1995

- Copa Renner (Torneio Internacional de Verão): 1996

- Troféu Agrupación Peñas Valencianas: 1996

- Troféu Colombino: 1997

- Copa Ano Novo 98 - Pepsi Cola: 1998

- Taça Hang Ching: 1998

- Taça Fronteira da Paz: 2010

 Torneios nacionais 
- Troféu Osmar Santos: 2008

- Troféu João Saldanha: 2010

- Troféu Fair Play: 2017

 Torneios interestaduais 
- Taça General Flores da Cunha: 1935

- Taça Columbia Pictures: 1940

- Taça Correio do Povo: 1949

- Copa Tancredo Neves: 1960

- Copa Revista do Esporte: 1960

- Taça Petrobrás: 1970

- Troféu Domingos Garcia Filho (Torneio Interestadual de Goiânia): 1970

- Taça Presidente Médici: 1971

- Taça 80 Anos do Automóvel Clube do Brasil: 1987

- Taça Ironcryl: 1997

 Torneios estaduais 
- Taça General Flores da Cunha: 1934

- Campeonato Gaúcho de Amadores: 1942

- Taça Rádio Gaúcha: 1952

- Copa Farroupilha 120 Anos: 1955

- Taça Jubileu de Prata da Refinaria Ipiranga: 1962

- Taça Wallig: 1962

- Torneio da Festa da Uva: 1965 (título dividido)

- Torneio Início do Campeonato Gaúcho: 1963, 1965 e 1967

- Torneio Sesquicentenário da Revolução Farroupilha: 1985

- Taça RBS TV 25 Anos: 1988

- Taça RBS 35 Anos: 1992

- Copa Solidariedade: 1995

- Taça Rádio Pelotense 85 Anos: 2010

- Taça Fernando Carvalho: 2010

- Taça Piratini: 2011

- Troféu Rádio Bandeirantes 80 Anos: 2014

- Troféu Rádio Gaúcha 90 Anos: 2017

- Taça HPS 75 Anos: 2019

- Copa 100 Anos de Gauchão: 2019

- Taça Francisco Novelletto: 2020

 Torneios municipais 
- Taça Vereinpreis: 1904¹, 1904² e 1905

- Taça Wanderpreis: 1904, 1905¹, 1905², 1906, 1907, 1910, 1911 e 1912

- Taça Sportiva: 1909

- Taça Rio Branco: 1914, 1915 e 1916

- Torneio Doutor João Neves da Fontoura: 1930

- Torneio Extra de Porto Alegre: 1948 e 1949

- Torneio Congraçamento (Taça Fernando Caldas): 1928

- Taça Café Nacional: 1938

- Torneio Dia do Filiado: 1938 (título dividido)

- Torneio Início-Citadino de Porto Alegre: 1922, 1923, 1924, 1926, 1927, 1929 (título dividido), 1931, 1937, 1939, 1946 e 1949 [carece de fontes?]

- Torneio Inicio Metropolitano: 1958 [carece de fontes?]

- Torneio Aniversario f.c Porto Alegre: 1936 [carece de fontes?]

- Torneio Festival F.C. Porto Alegre: 1926 [carece de fontes?]

- Torneio Preparatorio de Porto Alegre: 1929 [carece de fontes?]

- Torneio de Encerramento de Porto Alegre: 1931, 1932, 1933 [carece de fontes?]

- Torneio Dia do Desporto: 1926, 1932, 1935 e 1939 [carece de fontes?]

- Torneio Benefício da FRGD: 1935

- Taça Martel: 1936 e 1937

- Supercampeonato Porto Alegrense: 1938

- Torneio Taça Portugal: 1940 [carece de fontes?]

- Campeonato Metropolitano de Amadores: 1942

- Taça Cambial: 1942 e 1943

- Taça Ernesto Dornelles: 1943

- Taça Dia do Futebol: 1945

- Taça Coronel Correia Lima: 1946

- Taça Casa do Sport: 1946

- Taça Cidade de Porto Alegre: 1948 e 1996

- Taça Extra de Porto Alegre: 1948 e 1949

- Taça Manoel Amorim de Albuquerque: 1950

- Taça Fernando Besouchet: 1951

#### Campanhas de destaque – vice-campeonatos
- Mundial - 1995 e 2017

- Copa Libertadores - 1984 e 2007

- Copa do Brasil - 1991, 1993, 1995 e 2020

- Brasileirão Série A - 1982, 2008, 2013 e 2023

- Brasileirão Série B - 2022

- Campeonato Gaúcho - 1919, 1920, 1925, 1930, 1933, 1935, 1961, 1969, 1970, 1971, 1972, 1973, 1974, 1975, 1976, 1978, 1981, 1982, 1984, 1991, 1992, 1997, 2000, 2009, 2011, 2014, 2015 e 2025

- Recopa Gaúcha - 2020 e 2024

- Torneio Jornal do Brasil -1964 [carece de fontes?]

- Torneio Fogões Geral - 1938 [carece de fontes?]

- Torneio Rei da Espanha - 1929 [carece de fontes?]

- Torneio Taça 7 setembro - 1918 [carece de fontes?]

- Torneio Flores da Cunha - 1933 [carece de fontes?]

- Torneio Casa Masson - 1937 [carece de fontes?]

- Torneio Triangular De Porto Alegre - 1945, 1950 e 1951 [carece de fontes?]

- Torneio Dia do Cronista - 1952 [carece de fontes?]

- Torneio Do Filiado - 1936 [carece de fontes?]

- Torneio Dia Do Desporto - 1933, 1936 e 1940 [carece de fontes?]

- Torneio Estádio Chácara Taquarais - 1928 [carece de fontes?]

- Torneio Centenário da Independência - 1922 [carece de fontes?]

- Torneio FRGD - 1927 [carece de fontes?]

- Torneio 14 julho - 1927 [carece de fontes?]

- Torneio União Mocos Católicos - 1928 [carece de fontes?]

- Torneio Acepa - 1948 [carece de fontes?]

- Torneio Sagrado Coração de Jesus - 1933 [carece de fontes?]

- Triangular/BA - 1950 [carece de fontes?]

- Torneio Citadino - 1910, 1916, 1928, 1929, 1936, 1940, 1943, 1944, 1945, 1948, 1950 e 1972 [carece de fontes?]

- Torneio Metropolitano - 1955 [carece de fontes?]

- Torneio Inicio Gauchão - 1964 e 1966 [carece de fontes?]

- Torneio Inicio Citadino - 1921, 1928, 1930 e 1940 [carece de fontes?]

- Torneio Inicio Metropolitano - 1953, 1955 e 1960 [carece de fontes?]

- Torneio Extra Porto Alegre - 1946, 1950, 1951 e 1952 [carece de fontes?]

- Torneio Extra Metropolitano - 1954 [carece de fontes?]

- Torneio Relampago/RS - 1939 [carece de fontes?]

- Torneio do Estádio Olímpico - 1954 [carece de fontes?]

- Triangular Caracas/VEN - 1977 [carece de fontes?]

- Torneio Semana Mayo/ARG - 1979 [carece de fontes?]

- Copa Punta Del Este/URU - 1981 [carece de fontes?]

- Troféu Ramon Carranza/ESP - 1985 [carece de fontes?]

- Torneio  Casablanca/MAR - 1986 [carece de fontes?]

- Copa Desafio Córdoba/ARG - 1993 [carece de fontes?]

### Futebol feminino
| REGIONAIS                                   | REGIONAIS                  | REGIONAIS | REGIONAIS                     |
|                                             | Competição                 | Títulos   | Temporadas                    |
| ------------------------------------------- | -------------------------- | --------- | ----------------------------- |
| Rio Grande do Sul · Santa Catarina · Paraná | Copa Sul                   | 1         | 2002                          |
| ESTADUAIS                                   |                            |           |                               |
|                                             | Competição                 | Títulos   | Temporadas                    |
| Rio Grande do Sul                           | Campeonato Gaúcho          | 5         | 2000, 2001, 2018, 2022 e 2024 |
| AMISTOSOS                                   |                            |           |                               |
|                                             | Competição                 | Títulos   | Temporadas                    |
| Brasil · Uruguai                            | Copa Mercosul              | 1         | 2001                          |
| Brasil                                      | Ladies Cup                 | 1         | 2024                          |
| Rio Grande do Sul                           | Copa de Inverno de Gramado | 1         | 1998                          |
| Rio Grande do Sul                           | Copa 90 Anos de Pelotas    | 1         | 1998                          |

## Categorias de base

### Sub-23 (transição/segundos quadros)
- Campeonato Citadino de Porto Alegre de Segundos Quadros: 9 (1911, 1919, 1921, 1923, 1927, 1929, 1931, 1933 e 1942)
- Campeonato Citadino de Porto Alegre de Aspirantes: 9 (1943, 1946, 1954, 1955, 1957, 1958, 1959, 1960 e 1961)
- Torneio Extra de Porto Alegre de Aspirantes: 1948
- China-Latin America Cup: 2017[5]
- Campeonato Brasileiro: 2021[6]

### Categoria Sub-20
- Blue Stars/FIFA Youth Cup: 2001[7][8]
- Troféu Angelo Dossena: 2008[9]
- Torneio Internacional de Monthey: 2002[10]
- Copa Internacional Ipiranga (Copa RS): 2019[11]
- Campeonato Brasileiro: 2 (2008[12] e 2009[13])
- Taça Belo Horizonte: 2 (2008[14] e 2012[15])
- Taça Cidade de Londrina: 1990
- Campeonato Gaúcho: 16 (1977, 1978, 1979, 1982, 1985, 1987, 1989, 1990, 1996, 1999, 2000, 2005, 2006, 2007, 2014[16] e 2023[17])
- Copa James Vidal: 2001
- Campeonato Citadino de Porto Alegre de Juvenis: 12 (1929, 1936, 1945, 1946, 1949, 1951, 1953, 1957, 1963, 1965, 1967 e 1968)

### Categoria Sub-19
- Copa FGF Sub-19: 2012[18]

### Categoria Sub-18
- Copa Mitad Del Mundo: 2018[19]
- SBS Cup International Youth Soccer: 1996[20]
- Copa da Amizade: 2005
- Copa Futvida: 2022

### Categoria Sub-17
- Raiffeisenbank Vorallgäu Cup: 2012[21]
- Copa Santiago: 7 (1995, 1996, 1997, 1998, 2000, 2008 e 2019[22])
- Torneo Las Américas: 2019[23]
- Torneo Canteras de America: 2022[24]
- Copa Macaé: 2004
- Aldeia Cup: 2019[25][nota 1]
- Torneio Super Brasileirinho - Copa Eucatur: 2007
- Campeonato Gaúcho: 21 (1975, 1976, 1983, 1984, 1986, 1987, 1988, 1989, 1990, 1993, 1994, 1995, 1996, 2001, 2002, 2003, 2009, 2014, 2015, 2023[26] e 2025[27])
- Copa FGF: 2010[28]
- Copa Dênis Lawson: 2005[29]

### Categoria Sub-16
- Newell's Cup: 2022[30][nota 2]
- MGF Cup: 2024[31][32]
- Copa Carpina: 2012[33]
- SC Cup: 3 (2000, 2001 e 2010[34])
- Copa Paraná: 2 (1996 e 1997)
- Quadrangular de Futebol de Cotia: 2016
- Campeonato Gaúcho: 2014
- Copa Teutônia Adidas: 2 (2008 e 2009)

### Categoria Sub-15
- Copa do Brasil Votorantim: 2 (2008 e 2010)
- Copa do Brasil Londrina: 2 (2002 e 2007)
- Copa do Brasil Laranjal Paulista: 1998
- Copa da Amizade Brasil-Japão: 2017
- BH Youth Cup: 2012
- Campeonato Base Brasil: 2 (2017 e 2018)
- Recopa das Conveniadas: 2018[35]
- Taça Taquara: 2018[35]
- Taça Sul-Brasileira BG Prime Kids: 2023[36]
- Copa Alta Malícia Juiz de Fora 2022
- Copa Lages de Futebol: 2013
- Copa dos Campeões: 2007
- Campeonato Gaúcho: 10 (2001, 2002, 2004, 2007, 2009, 2012, 2013, 2014 e 2015 e 2024[37])
- Campeonato Gaúcho NOLIGAFI: 2012
- Taça Champions: 2 (2018¹ e 2018²)[35]
- Taça da Amizade de Futebol Roca Sales: 3 (2005, 2006 e 2022[38])
- Adidas Cup: 2 (2008 e 2009)
- Copa Mellita: 2 (1997 e 1998)

### Categoria Sub-14
- EFIPAN: 2023[39]
- Mundialito de Futebol Infantil: 2007
- Mundialito de Futebol Infantil - Copa Cidade de Maracaibo: 2007
- Copa Pequeno Gigante: 2019
- Copa Umbro: 2022[40]
- Copa Voltaço: 2022[41]
- Taça Sul-Brasileira BG Prime Kids: 2023[42]
- Quadrangular de Futebol de Cotia: 2016
- Copa Nacional de Futebol Vale do Piquiri: 2008
- Campeonato Gaúcho: 2008
- Campeonato Gaúcho NOLIGAFI: 2 (2012 e 2016)
- Campeonato Gaúcho SULIGAFI: 2011
- Copa Internacional de Flores da Cunha: 2004
- Taça Cidade de Tuparendi: 2019

### Categoria Sub-13
- Mundial IberCup: 3 (2017,[43] 2018[44] e 2019[45])
- Mundial Ibercup Brasil: 2019
- EFIPAN: 6 (1985, 2006, 2010, 2014, 2016 e 2019)
- Torneo de Futbol Infantil Valesanito: 2017[46]
- Torneo Sueño Celeste: 2018[35]
- Torneo Internacional Primavera Roja: 2017[46]
- Copa Mercosul de Santa Maria: 2022
- Taça Brasil Campo Bom: 2018[35]
- Copa Internacional de Paraguaçu: 2025[47]
- Recopa das Conveniadas: 2018
- Taça Taquara: 2018
- New Cup Verão: 2025[48]
- Taça Sul-Brasileira BG Prime: 6 (2017,[46] 2018,[35] 2019, 2021, 2022[49] e 2023[50])
- Copa Alta Malícia Juiz de Fora: 2022
- Palhoça Cup: 2024[51]
- Taça São Ludgero: 2 (2016 e 2018[35])
- Taça Saudades de Futebol: 2008
- Copa dos Campeões: 2007
- Campeonato Gaúcho: 2024[52]
- Campeonato Gaúcho NOLIGAFI: 12 (2012, 2013, 2014, 2015, 2016, 2017,[46] 2018,[35] 2019, 2021,[53] 2022,[54] 2023[55] e 2024[56])
- Laranjeiras Cup: 2023[57]
- Taça Champions: 2 (2018¹ e 2018²)
- Copa Sul-Brasileira: 2 (2008[58] e 2010)
- Adidas Cup: 2011
- Copa Teutônia Adidas: 2 (2008 e 2009)
- Copa Nova Prata de Futebol: 2009
- Copa de Futebol Cidade das Cucas: 2023[59]
- Taça Cidade Verde: 2018
- Copa Nova Bréscia de Futebol: 2007[58]
- Copa Sarandi: 2021

### Categoria Sub-12
- Mundial Go Cup: 4 (2018,[35] 2019,[60] 2021[61] e 2023[62])
- Dani Cup: 2017[46]
- Torneo Argentinito de San Carlos: 2 (2017[46] e 2024)
- Torneio Internacional de Inverno: 2000
- Copa Cidade Verde: 5 (2012, 2013, 2014, 2015 e 2016)
- Torneio da Primavera: 2 (2022 e 2024[63])
- Taça Sul-Brasileira BG Prime: 3 (2021, 2022[64] e 2024[65])
- Taça Brasil Campo Bom: 2018
- Copa Pequeno Gigante: 2018[35]
- Copa Nacional de Futebol Vale do Piquiri: 2008
- Campeonato Gaúcho NOLIGAFI: 8 (2014, 2015, 2017,[46] 2018,[35] 2019, 2022,[66] 2023[67] e 2024[56])
- Campeonato Gaúcho: 2 (2007 e 2008)
- Adidas Cup: 2 (2008 e 2009)
- Copa Sarandi: 2017[46]
- Taça Cidade de Tuparendi: 2017[46]
- Copa Teutônia Adidas: 2011
- Copa Nova Prata de Futebol: 2009
- Copa Nova Bréscia de Futebol: 2007
- Copa Sinodal Progresso de Montenegro: 2007

### Categoria Sub-11
- Mundial IberCup: 2 (2019[68] e 2020[69])
- Mundial Go Cup: 2 (2017[70] e 2021[71])
- EFIPAN de Primavera: 4 (2011, 2014, 2016 e 2018[72])
- Torneo Sueño Celeste: 2018[35]
- Torneo de Futbol Infantil Valesanito: 2017[46]
- Torneo Internacional de Fútbol Infantil Esperanzas Pritty: 2011
- Torneo Argentinito de San Carlos: 2022
- Torneo Confraternidad Deportiva: 2013
- Copa Cidade Verde: 9 (2007, 2008, 2010, 2011, 2012, 2014, 2015, 2016 e 2017[46])
- Torneio da Primavera: 4 (2011, 2014, 2016 e 2018)
- Recopa das Conveniadas: 2018
- Taça Taquara: 2018
- Taça Saudades de Futebol: 6 (2006,[58] 2007, 2009, 2010, 2012 e 2014)
- Taça São Ludgero: 5 (2016, 2017,[46] 2018,[35] 2019 e 2023)
- Copa dos Campeões: 2007
- Taça Sul-Brasileira BG Prime Kids: 2 (2022 e 2023[73])
- Campeonato Gaúcho NOLIGAFI: 9 (2014, 2016, 2017,[46] 2018,[35] 2019, 2021,[74] 2022,[75] 2023[76] e 2024[56])
- Torneio Internacional Cidade de Uruguaiana: 2011
- Copa de Futebol Cidade das Cucas: 2023[77]
- Taça Ijuí: 2013
- Sul Cup: 2008
- Taça Imigrante: 2025[78]

### Categoria Sub-10
- Mundial IberCup: 2019[79]
- Mundial Go Cup: 2021[80]
- Torneo Argentinito de San Carlos: 3 (2017,[46] 2018[81] e 2019)
- Torneo Confraternidad Deportiva: 3 (2012, 2013 e 2014)
- Copa Cidade Verde: 3 (2016, 2017[46] e 2018)
- New Cup Verão: 2025[48]
- New Cup Inverno: 2025[82]
- Taça Sul-Brasileira BG Prime Kids: 3 (2019, 2021, 2023[83] e 2024[84])
- Laranjeiras Cup: 2022
- Campeonato Gaúcho NOLIGAFI: 10 (2013, 2014, 2015, 2016, 2017,[46] 2018,[35] 2019, 2021,[85] 2022[86] e 2023[87])
- Copa Pequeno Gigante: 2018[35]
- Taça Cidade de Tuparendi: 3 (2015, 2017[46] e 2018)
- Torneio de Base G.E. Sandense: 4 (2013, 2014, 2016 e 2019)
- Copa Dias das Crianças: 2019
- Taça Ijuí: 2013
- Sul Cup: 2008

### Categoria Sub-9
- Mundial Go Cup: 2021[88]
- Dani Cup: 2017[46]
- Efipan de Primavera: 2018[89]
- Taça Sul-Brasileira BG Prime Kids: 2023[90]
- Campeonato Gaúcho NOLIGAFI: 2024[56]
- Copa Formando Craques: 2 (2018[35] e 2019)
- Copa Cidade Tuparendi: 2018[35]
- Copa Americano de Futebol: 9 (2012, 2013, 2014, 2015, 2016, 2018,[35] 2019, 2021 e 2024[91])
- Taça Imigrante: 2025[92]

### Categoria Sub-8
- New Cup Verão: 2025[48]
- Taça Sul-Brasileira BG Prime Kids: 2 2023 e 2024[93]
- Campeonato Gaúcho NOLIGAFI: 3 (2021,[94] 2022[95] e 2024[56])
- Laranjeiras Cup: 2 2023 e 2024[96]
- AMEE Cup: 2021[97]

### Categoria Sub-7
- New Cup Inverno: 2025[98]
- Campeonato Gaúcho NOLIGAFI: 2024[56]
- Laranjeiras Cup: 2023[99]

### Categoria Sub-6
- New Cup Verão: 2025[48]
- New Cup Inverno: 2025[100]

### Categoria Sub-20
- Ladies Cup: 2023[101]

### Categoria Sub-17
- Campeonato Brasileiro: 2023[102]
- Campeonato Gaúcho: 2024[103]

### Categoria Sub-16
- Santos Cup: 2 (2019 e 2021[104])
- Copa Sul-Brasileira Dalponte: 2021[105]

### Categoria Sub-15
- Torneo Argentinito de San Carlos: 2024[106]
- Campeonato Gaúcho: 2024[107]

### Categoria Sub-14
- Copa Sul-Brasileira Dalponte: 2021[108]

### Categoria Sub-12
- Mundial Ibercup: 2020[109]
- Torneo Argentinito de San Carlos: 2024[110]

## Outros esportes

### Futebol 7

#### Futebol 7 masculino
- Liga das Américas: 2020[111]
- Recopa Sul-Americana: 2021[112]
- Copa da Liga Nacional: 2021[113]
- Copa Gramado: 2 (2023[114] e 2023[115])
- Campeonato Gaúcho: 2 (2020[116] e 2021[117])
- Recopa Gaúcha: 2 (2020[118] e 2021[119])
- Taça Governador: 2021[120]

#### Sub-13
- Copa Duda de Futebol 7 Feminino: 2022[121]

### Futebol de Salão/Futsal
- Copa Atlântico Sul: 1987
- Taça Governador do Estado: 1976
- Campeonato Metropolitano: 5 (1973, 1974, 1981, 1985 e 1987)
- Taça Cidade de Porto Alegre: 2 (1984 e 1985)
- Triangular do Colégio São Pedro: 1957

### Atletismo
- Troféu Brasil: 2 (1958 e 1959)
- Campeonato Gaúcho Masculino: 16 (1934, 1935, 1936, 1956, 1957, 1958, 1959, 1960, 1961, 1962, 1963, 1964, 1965, 1966, 1967 e 1968)
- Campeonato Gaúcho Feminino: 8 (1951, 1953, 1959, 1960, 1961, 1965, 1966 e 1972)

### Basquete
- Campeonato Gaúcho: 3 (1934*, 1954** e 1955**)

* Liga Atlética do Rio Grande do Sul - LARGS .
** Federação Gaúcha de Basketball - FGB.

### Boxe
- Campeonato Gaúcho: 3 (1949, 1950 e 1951)

### Tênis
- Campeonato Gaúcho: 1926

### Tênis de mesa
- Campeonato Porto-Alegrense: 1949

### Vôlei

#### Vôlei masculino
- Campeonato Gaúcho: 2 (1929 e 1934)
- Campeonato Citadino: 6 (1930, 1931, 1932, 1933, 1934 e 1935)

#### Vôlei feminino
- Campeonato Gaúcho de Voleibol: 1977
- Campeonato Gaúcho de Voleibol (Juvenil): 2 (1975 e 1977).

1. ↑  «Fifa reconhece títulos mundiais de Santos, Flamengo, Grêmio e São Paulo». ESPN. Consultado em 27 de outubro de 2017
2. ↑  Tecnologia, Mave. «Site Oficial do Grêmio FBPA». Grêmio FBPA. Consultado em 15 de dezembro de 2024
3. ↑  «IFFHS World Club of the decade 2011-2020». IFFHS. Consultado em 11 de junho de 2022
4. ↑  «IFFHS Awards 2017». IFFHS. Consultado em 11 de junho de 2022
5. ↑  Sistemas, Mavetec. «Grêmio é campeão invicto da Copa China América-Latina 2017». Grêmio FBPA. Consultado em 20 de novembro de 2022
6. ↑  Sistemas, Mavetec. «Grêmio supera o Ceará e fica com o título inédito do Campeonato Brasileiro de Aspirantes». Grêmio FBPA. Consultado em 20 de novembro de 2022
7. ↑  Yumpu.com. «als pdf (154 kb) ÃƒÂ¶ffnen zum Ausdrucken - 75. Blue Stars/FIFA Youth ...». yumpu.com (em alemão). Consultado em 22 de novembro de 2022
8. ↑  Yumpu.com. «Blue Stars/FIFA Youth Cup». yumpu.com (em inglês). Consultado em 22 de novembro de 2022
9. ↑  «Juniores do Grêmio conquistam torneio na Itália». Diário Gaúcho. Consultado em 22 de novembro de 2022
10. ↑  Andrade, Ramon (29 de dezembro de 2009). «Poucas palavras e promessa de muito trabalho na apresentação de Guilherme Macuglia, novo técnico do Náutico». JC. Consultado em 22 de novembro de 2022
11. ↑  «Grêmio vence o Vasco e conquista a Copa Ipiranga Sub-20 | GZH». gauchazh-clicrbs-com-br.cdn.ampproject.org. Consultado em 21 de novembro de 2022
12. ↑  «Como foi a sequência de carreira dos campeões do Brasileirão sub-20 de 2008 pelo Grêmio | GZH». gauchazh-clicrbs-com-br.cdn.ampproject.org. Consultado em 21 de novembro de 2022
13. ↑  «Grêmio é bicampeão brasileiro sub-20». Diário Gaúcho. Consultado em 24 de agosto de 2023
14. ↑  «Grêmio vence o Cruzeiro, de virada, e é campeão da Taça BH - 02/08/2008 - UOL Esporte - Futebol». www.uol.com.br. Consultado em 21 de novembro de 2022
15. ↑  «Grêmio vence o Flamengo e é bicampeão da Taça BH de Futebol Júnior». GZH. 2 de setembro de 2012. Consultado em 21 de novembro de 2022
16. ↑  Sul, Por GloboEsporte comEldorado do; RS (12 de outubro de 2014). «Grêmio bate o São José por 3 a 0 e é campeão do Estadual Sub-20». globoesporte.com. Consultado em 24 de agosto de 2023
17. ↑  Tecnologia, Mave. «Grêmio vence Juventude e é Campeão Gaúcho Sub-20 de forma invicta». Grêmio FBPA. Consultado em 24 de agosto de 2023
18. ↑  Alegre, Por GLOBOESPORTE COM Porto. «Grêmio empata com Guarani-VA, e sub-19 leva último título do Olímpico». globoesporte.com. Consultado em 21 de novembro de 2022
19. ↑  Sistemas, Mavetec. «Grêmio é campeão da Copa Mitad Del Mundo Sub-18 no Equador». Grêmio FBPA. Consultado em 21 de novembro de 2022
20. ↑  «Archives | SBS CUP International Youth Soccer». SBS International Cup Official Website (em inglês). Consultado em 21 de novembro de 2022
21. ↑  «Grêmio exalta juvenis campeões na Alemanha». m-extra-globo-com.cdn.ampproject.org. Consultado em 21 de novembro de 2022
22. ↑  Sistemas, Mavetec. «Grêmio vence o Palmeiras nos pênaltis e volta a erguer a Copa Santiago de Futebol Juvenil». Grêmio FBPA. Consultado em 22 de novembro de 2022
23. ↑  Sistemas, Mavetec. «Grêmio é campeão do Torneo Las Américas Sub-17 na Colômbia». Grêmio FBPA. Consultado em 22 de novembro de 2022
24. ↑  Tecnologia, Mave. «Grêmio bate o Newells e fica a um ponto do título do Torneio Canteras de America Sub-17». Grêmio FBPA. Consultado em 15 de março de 2023
25. ↑  Sistemas, Mavetec. «Sub-16 gremista garante o título da Aldeia Cup 2019». Grêmio FBPA. Consultado em 22 de novembro de 2022
26. ↑  Tecnologia, Mave. «Grêmio derrota o Internacional e ergue o troféu de Campeão Gaúcho Sub-17». Grêmio FBPA. Consultado em 31 de julho de 2023
27. ↑  Sistemas, Mavetec (12 de julho de 2025). «Grêmio goleia o Juventude e volta a conquistar o Gauchão Sub-17». Grêmio FBPA. Consultado em 14 de julho de 2025
28. ↑  «Inter vence clássico, mas Grêmio é campeão da Copa FGF Sub-17». Diário Gaúcho. Consultado em 22 de novembro de 2022
29. ↑  «Juvenis têm partida suspensa no Estadual». Diário Gaúcho. Consultado em 22 de novembro de 2022
30. ↑  Sistemas, Mavetec. «Grêmio é o campeão da Newell's Cup na Argentina». Grêmio FBPA. Consultado em 20 de novembro de 2022
31. ↑  Tecnologia, Mave. «Grêmio é campeão invicto da MGF Cup Sub-16». Grêmio FBPA. Consultado em 16 de dezembro de 2024
32. ↑  Tecnologia, Mave. «Site Oficial do Grêmio FBPA». Grêmio FBPA. Consultado em 15 de dezembro de 2024
33. ↑  «Grêmio vence nos penaltis o Vitória e conquista a Copa Carpina sub-16 - Notícias - Galáticos Online». www.galaticosonline.com. Consultado em 22 de novembro de 2022
34. ↑  «Grêmio conquista a SC Cup Sub-16». GZH. 11 de dezembro de 2010. Consultado em 28 de novembro de 2022
35. 1 2 3 4 5 6 7 8 9 10 11 12 13 14 15 16 17 18 19  Tecnologia, Mave. «Formando jogadores e colecionando taças». Grêmio FBPA. Consultado em 17 de dezembro de 2024
36. ↑  Tecnologia, Mave. «Grêmio derrota o Athletico-PR e conquista o Sul-Brasileiro Sub-15». Grêmio FBPA. Consultado em 7 de agosto de 2024
37. ↑  Tecnologia, Mave. «Grêmio conquista o Gauchão Sub-15 com duas vitórias sobre o Lajeado». Grêmio FBPA. Consultado em 15 de dezembro de 2024
38. ↑  Sistemas, Mavetec. «Grêmio vence clássico na final e é campeão invicto da Taça da Amizade Sub-15». Grêmio FBPA. Consultado em 21 de novembro de 2022
39. ↑  Tecnologia, Mave. «Grêmio é o campeão do 42° Efipan Sub-14». Grêmio FBPA. Consultado em 15 de março de 2023
40. ↑  Sistemas, Mavetec. «Grêmio derrota o Avaí e ergue o troféu da Copa Umbro Sub-14». Grêmio FBPA. Consultado em 20 de novembro de 2022
41. ↑  Tecnologia, Mave. «Equipe Sub-14 do Grêmio conquista a Copa Voltaço 2022». Grêmio FBPA. Consultado em 13 de dezembro de 2022
42. ↑  Tecnologia, Mave. «Grêmio bate o Coritiba e conquista o título do Sul-Brasileiro Sub-14». Grêmio FBPA. Consultado em 7 de agosto de 2024
43. ↑  «Grêmio é campeão do Mundial IberCup Sub-13 | GZH». gauchazh-clicrbs-com-br.cdn.ampproject.org. Consultado em 15 de março de 2023
44. ↑  «Categorias sub-12 e sub-13 da Escola do Grêmio são campeãs mundiais | GZH». gauchazh-clicrbs-com-br.cdn.ampproject.org. Consultado em 15 de março de 2023
45. ↑  «Grêmio é campeão da Ibercup em três categorias; Flamengo leva o título nos pênaltis». ge. Consultado em 15 de março de 2023
46. 1 2 3 4 5 6 7 8 9 10 11 12 13 14 15 16 17 18  «Área de formação do Grêmio fecha 2017 com 22 títulos de 25 possíveis». GZH. 27 de dezembro de 2017. Consultado em 18 de dezembro de 2024. Cópia arquivada em 18 de dezembro de 2024
47. ↑  «Paraguaçu brilha com a 2ª Copa Internacional: sucesso de ...». Prefeitura Municipal da Estância Turísticade Paraguaçu Paulista. Consultado em 21 de julho de 2025
48. 1 2 3 4  www.pbagenciaweb.com.br, PB Agência Web-. «New Cup chega ao fim e deixa legado em Chopinzinho - Prefeitura Municipal de Chopinzinho / PR». www.chopinzinho.pr.gov.br. Consultado em 20 de janeiro de 2025
49. ↑  Sistemas, Mavetec. «Categorias Sub-12 e Sub-13 são campeãs da Liga Sul-Brasileira BG Prime». Grêmio FBPA. Consultado em 20 de novembro de 2022
50. ↑  «BGPRIME - Competição». www.bgprime.com.br. Consultado em 21 de julho de 2025
51. ↑  «Instagram». www.instagram.com. Consultado em 22 de dezembro de 2024
52. ↑  Tecnologia, Mave. «Grêmio vence clássico nos pênaltis e é o primeiro campeão do Gauchão Sub-13». Grêmio FBPA. Consultado em 15 de dezembro de 2024
53. ↑  Sistemas, Mavetec. «Escola do Grêmio conquista quatro títulos gaúchos no final de semana». Grêmio FBPA. Consultado em 28 de novembro de 2022
54. ↑  Sistemas, Mavetec. «Categorias Sub-12 e Sub-13 vencem Campeonato Gaúcho». Grêmio FBPA. Consultado em 27 de novembro de 2022
55. ↑  «Instagram». www.instagram.com. Consultado em 17 de dezembro de 2024
56. 1 2 3 4 5 6  Tecnologia, Mave. «Escola do Grêmio fecha 2024 com domínio absoluto no cenário estadual». Grêmio FBPA. Consultado em 18 de dezembro de 2024
57. ↑  Tecnologia, Mave. «Grêmio vence Laranjeiras Cup nas categorias sub-7, sub-8 e sub-13». Grêmio FBPA. Consultado em 15 de março de 2023
58. 1 2 3  «CurriculumLucas-maio2021» (PDF)
59. ↑  «SULICAMPE». www.sulicampe.com.br. Consultado em 15 de março de 2023
60. ↑  Tecnologia, Mave. «Sub-12 conquista o tricampeonato mundial Go Cup». Grêmio FBPA. Consultado em 16 de março de 2023
61. ↑  Sistemas, Mavetec. «Grêmio é heptacampeão da Go Cup». Grêmio FBPA. Consultado em 21 de novembro de 2022
62. ↑  Tecnologia, Mave. «Categoria sub-12 conquista mundial Go Cup». Grêmio FBPA. Consultado em 4 de junho de 2023
63. ↑  julio (14 de outubro de 2024). «Inter e Grêmio conquistam o Torneio da Primavera 2024 em Alegrete». Alegrete Tudo. Consultado em 15 de dezembro de 2024
64. ↑  Sistemas, Mavetec. «Categorias Sub-12 e Sub-13 são campeãs da Liga Sul-Brasileira BG Prime». Grêmio FBPA. Consultado em 20 de novembro de 2022
65. ↑  Tecnologia, Mave. «Grêmio é campeão invicto da Copa Sul Brasileiro BGPrime Sub-12». Grêmio FBPA. Consultado em 15 de dezembro de 2024
66. ↑  Sistemas, Mavetec. «Categorias Sub-12 e Sub-13 vencem Campeonato Gaúcho». Grêmio FBPA. Consultado em 27 de novembro de 2022
67. ↑  «Instagram». www.instagram.com. Consultado em 17 de dezembro de 2024
68. ↑  Sistemas, Mavetec. «Grêmio é campeão no IberCup 2019». Grêmio FBPA. Consultado em 28 de novembro de 2022
69. ↑  Sistemas, Mavetec. «Grêmio é bicampeão no Ibercup 2020». Grêmio FBPA. Consultado em 28 de novembro de 2022
70. ↑  «FOTO: meninos do sub-11 do Grêmio exibem troféu da Go Cup na Arena | GZH». gauchazh-clicrbs-com-br.cdn.ampproject.org. Consultado em 28 de novembro de 2022
71. ↑  Sistemas, Mavetec. «Grêmio é heptacampeão da Go Cup». Grêmio FBPA. Consultado em 21 de novembro de 2022
72. ↑  Sistemas, Mavetec. «Equipes sub-9 e sub-11 vencem Efipan de Primavera». Grêmio FBPA. Consultado em 28 de novembro de 2022
73. ↑  Tecnologia, Mave. «Gurizada gremista conquista Sul-Brasileiro em Santa Catarina». Grêmio FBPA. Consultado em 7 de agosto de 2024
74. ↑  Sistemas, Mavetec. «Escola do Grêmio conquista quatro títulos gaúchos no final de semana». Grêmio FBPA. Consultado em 28 de novembro de 2022
75. ↑  Sistemas, Mavetec. «Categorias Sub-10 e Sub-11 são campeãs gaúchas». Grêmio FBPA. Consultado em 5 de dezembro de 2022
76. ↑  «Instagram». www.instagram.com. Consultado em 17 de dezembro de 2024
77. ↑  «SULICAMPE». www.sulicampe.com.br. Consultado em 15 de março de 2023
78. ↑  «Instagram». www.instagram.com. 8 de junho de 2025. Consultado em 15 de julho de 2025
79. ↑  Tecnologia, Mave. «Grêmio é campeão no IberCup 2019». Grêmio FBPA. Consultado em 17 de dezembro de 2024
80. ↑  Sistemas, Mavetec. «Grêmio é heptacampeão da Go Cup». Grêmio FBPA. Consultado em 21 de novembro de 2022
81. ↑  Tecnologia, Mave. «Categoria sub-10 é campeã na Argentina». Grêmio FBPA. Consultado em 16 de março de 2023
82. ↑  «Instagram». www.instagram.com. Consultado em 21 de julho de 2025
83. ↑  Tecnologia, Mave. «Gurizada gremista conquista Sul-Brasileiro em Santa Catarina». Grêmio FBPA. Consultado em 7 de agosto de 2024
84. ↑  «BGPRIME - Competição». www.bgprime.com.br. Consultado em 15 de dezembro de 2024
85. ↑  Sistemas, Mavetec. «Escola do Grêmio conquista quatro títulos gaúchos no final de semana». Grêmio FBPA. Consultado em 28 de novembro de 2022
86. ↑  Sistemas, Mavetec. «Categorias Sub-10 e Sub-11 são campeãs gaúchas». Grêmio FBPA. Consultado em 5 de dezembro de 2022
87. ↑  «Instagram». www.instagram.com. Consultado em 17 de dezembro de 2024
88. ↑  Sistemas, Mavetec. «Grêmio é heptacampeão da Go Cup». Grêmio FBPA. Consultado em 21 de novembro de 2022
89. ↑  Sistemas, Mavetec. «Equipes sub-9 e sub-11 vencem Efipan de Primavera». Grêmio FBPA. Consultado em 28 de novembro de 2022
90. ↑  Tecnologia, Mave. «Gurizada gremista conquista Sul-Brasileiro em Santa Catarina». Grêmio FBPA. Consultado em 7 de agosto de 2024
91. ↑  Sport Club Americano. «Copa Americano de Futebol». Facebook
92. ↑  «Instagram». www.instagram.com. 8 de junho de 2025. Consultado em 15 de julho de 2025
93. ↑  Tecnologia, Mave. «Gurizada gremista conquista Sul-Brasileiro em Santa Catarina». Grêmio FBPA. Consultado em 7 de agosto de 2024
94. ↑  Sistemas, Mavetec. «Escola do Grêmio conquista quatro títulos gaúchos no final de semana». Grêmio FBPA. Consultado em 28 de novembro de 2022
95. ↑  Sistemas, Mavetec. «Categoria Sub-8 é campeã gaúcha». Grêmio FBPA. Consultado em 28 de novembro de 2022
96. ↑  Tecnologia, Mave. «Grêmio vence Laranjeiras Cup nas categorias sub-7, sub-8 e sub-13». Grêmio FBPA. Consultado em 15 de março de 2023
97. ↑  Tecnologia, Mave. «Sub-8, da Área de Formação, vence a AMEE Cup». Grêmio FBPA. Consultado em 27 de novembro de 2022
98. ↑  «Instagram». www.instagram.com. Consultado em 21 de julho de 2025
99. ↑  Tecnologia, Mave. «Grêmio vence Laranjeiras Cup nas categorias sub-7, sub-8 e sub-13». Grêmio FBPA. Consultado em 15 de março de 2023
100. ↑  «Instagram». www.instagram.com. Consultado em 21 de julho de 2025
101. ↑  Tecnologia, Mave. «Gurias Gremistas são as campeãs da Brasil Ladies Cup Sub-20». Grêmio FBPA. Consultado em 7 de agosto de 2024
102. ↑  Tecnologia, Mave. «Gurias Gremistas Sub-17 conquistam título inédito do Campeonato Brasileiro». Grêmio FBPA. Consultado em 7 de agosto de 2024
103. ↑  Tecnologia, Mave. «Grêmio é campeão do Gauchão Feminino Sub-17». Grêmio FBPA. Consultado em 15 de dezembro de 2024
104. ↑  Tecnologia, Mave. «Gurias Gremistas Sub-16 conquistam Santos Cup». Grêmio FBPA. Consultado em 15 de março de 2023
105. ↑  Sistemas, Mavetec (24 de outubro de 2021). «Gurias Gremistas Sub-14 e Sub-16 vencem Copa Sul-brasileira Dalponte». Grêmio FBPA. Consultado em 20 de julho de 2025
106. ↑  «Instagram». www.instagram.com. Consultado em 15 de dezembro de 2024
107. ↑  Tecnologia, Mave. «Grêmio conquista título inédito no Gauchão Feminino Sub-15». Grêmio FBPA. Consultado em 15 de dezembro de 2024
108. ↑  Sistemas, Mavetec (24 de outubro de 2021). «Gurias Gremistas Sub-14 e Sub-16 vencem Copa Sul-brasileira Dalponte». Grêmio FBPA. Consultado em 20 de julho de 2025
109. ↑  Tecnologia, Mave. «Grêmio é bicampeão no Ibercup 2020». Grêmio FBPA. Consultado em 15 de março de 2023
110. ↑  «Instagram». www.instagram.com. Consultado em 15 de dezembro de 2024
111. ↑  Sistemas, Mavetec. «Grêmio Futebol 7 vence Liga das Américas 2020». Grêmio FBPA. Consultado em 20 de novembro de 2022
112. ↑  Sistemas, Mavetec. «Grêmio Futebol 7 conquista Recopa Sul-Americana». Grêmio FBPA. Consultado em 20 de novembro de 2022
113. ↑  «Time de futebol 7 do Grêmio não terá contrato renovado e encerrará atividades». ge. Consultado em 20 de novembro de 2022
114. ↑  «Grêmio vence Vasco nos pênaltis e é campeão da Copa Gramado de Futebol 7». GZH. 2 de abril de 2023. Consultado em 4 de junho de 2023
115. ↑  «André Lima marca gol pelo Fut7 do Grêmio e repete gesto do goleiro do Mazembe; assista». 26 de agosto de 2023. Consultado em 27 de agosto de 2023
116. ↑  Sistemas, Mavetec. «Grêmio Futebol 7 goleia na final e garante título do Gauchão 2020». Grêmio FBPA. Consultado em 20 de novembro de 2022
117. ↑  Sistemas, Mavetec. «Grêmio Futebol 7 bate Inter e conquista bicampeonato Gaúcho». Grêmio FBPA. Consultado em 20 de novembro de 2022
118. ↑  Sistemas, Mavetec. «Grêmio Futebol 7 goleia Internacional e conquista Recopa Gaúcha 2020». Grêmio FBPA. Consultado em 20 de novembro de 2022
119. ↑  «Time de futebol 7 do Grêmio não terá contrato renovado e encerrará atividades». ge. Consultado em 20 de novembro de 2022
120. ↑  Sistemas, Mavetec. «Grêmio Futebol 7 conquista Taça Governador». Grêmio FBPA. Consultado em 20 de novembro de 2022
121. ↑  Tecnologia, Mave. «Gurias Gremistas Sub-13 vencem Copa Duda de Futebol 7 Feminina». Grêmio FBPA. Consultado em 15 de março de 2023

1. ↑  Apesar do Grêmio ter competido com o elenco Sub-16 a competição era categoria Sub-17.
2. ↑  Apesar do Grêmio ter competido com o elenco Sub-15 a competição era categoria Sub-16.